# Tom Fadden

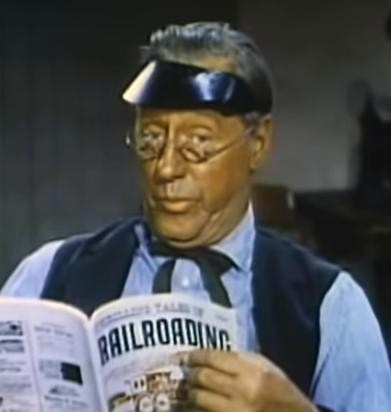
Tom Fadden in Kansas Pacific (1953)

Tom Fadden (* 6. Januar 1895 in Bayard, Iowa; † 14. April 1980 in Vero Beach, Florida) war ein US-amerikanischer Schauspieler.

## Leben und Karriere
Fadden schloss sich 1915 einer Theatergruppe in Omaha an und spielte in den folgenden Jahrzehnten Theater. Zwischen 1924 und 1938 war er am Broadway in über einem Dutzend Produktionen zu sehen, zuletzt als Milchmann Howie in der Erstaufführung von Thornton Wilders Stück Unsere kleine Stadt.
Im Jahr 1938 zog er nach Hollywood, wo er zu einem vielbeschäftigten Charakterdarsteller in der Filmindustrie wurde. Der schlaksige Darsteller mit dem gewellten Haar spielte meist amerikanische Durchschnittstypen in kleineren bis mittleren Nebenrollen, wobei er aber hin und wieder den großen Stars Szenen stehlen konnte – etwa neben James Stewart als der Brückenwärter in dem Filmklassiker Ist das Leben nicht schön?, der von der Erscheinung eines Engels überrascht wird. Weitere bekannte Auftritte hatte er als beim Glückspiel seinen Hof verlierender Farmer in der Westernkomödie Der große Bluff (1939), als einer der Schurkenhandlanger in dem Film noir Tote schlafen fest (1946) und als Onkel Ira in dem Horrorfilm Die Dämonischen (1956). Zwei seiner umfangreichsten Filmrollen hatte er in dem Film  Zanzibar und in dem Filmserial Winners of the West, beide aus dem Jahr 1940. In den 1950er- und 1960er-Jahren stand er auch für Dutzende Fernsehserien vor der Kamera. 
Seinen letzten Auftritt hatte er 1977 in dem Tierhorrorfilm In der Gewalt der Riesenameisen unter Regie von Bert I. Gordon, drei Jahre später starb er im Alter von 85 Jahren eines natürlichen Todes.

## Filmografie (Auswahl)
- 1938: Held for Ransom
- 1938: Hard to Get
- 1939: I Stole a Million
- 1939: Der große Bluff (Destry Rides Again)
- 1940: Congo Maisie
- 1940: The Man from Dakota
- 1940: Zanzibar
- 1940: The Captain Is a Lady
- 1940: Winners of the West
- 1940: Die Bande der Fünf (When the Daltons Rode)
- 1940: The Howards of Virginia
- 1941: Komm, bleib bei mir (Come Live with Me)
- 1941: Verfluchtes Land (The Shepherd of the Hills)
- 1941: Kiss the Boys Goodbye
- 1941: Look Who's Laughing
- 1942: Blondie Goes to College
- 1942: Right to the Heart
- 1942: The Remarkable Andrew
- 1942: The Night Before the Divorce
- 1942: Lone Star Ranger
- 1942: Sundown Jim
- 1942: Geliebte Spionin (My Favorite Blonde)
- 1942: The Postman Didn't Ring
- 1942: Wings for the Eagle
- 1942: Abbott und Costello unter Kannibalen (Pardon My Sarong)
- 1942: Der gläserne Schlüssel (The Glass Key)
- 1942: Henry Aldrich, Editor
- 1942: Fall In
- 1942: Gefundene Jahre (Random Harvest)
- 1943: Aufstand in Trollness (Edge of Darkness)
- 1943: Frontier Badmen
- 1943: The Good Fellows
- 1943: Harte Burschen – steile Zähne (A Lady Takes a Chance)
- 1943: Blutiger Schnee (Northern Pursuit)
- 1944: Henry Aldrich's Little Secret
- 1944: The Hairy Ape
- 1944: Three Little Sisters
- 1944: In Society
- 1944: Der dünne Mann kehrt heim (The Thin Man Goes Home)
- 1944: Tomorrow, the World!
- 1945: A Medal for Benny
- 1945: Escape in the Desert
- 1945: The Great John L.
- 1945: Trail to Vengeance
- 1945: Out of This World
- 1945: The Naughty Nineties
- 1945: Murder, He Says
- 1945: Incendiary Blonde
- 1945: Jahrmarkt der Liebe (State Fair)
- 1945: That Night with You
- 1945: The Royal Mounted Rides Again
- 1946: Weißer Oleander (Dragonwyck)
- 1946: Die große Lüge (A Stolen Life)
- 1946: The Well Groomed Bride
- 1946: Die seltsame Liebe der Martha Ivers (The Strange Love of Martha Ivers)
- 1946: Tote schlafen fest (The Big Sleep)
- 1946: Cross My Heart
- 1946: Ist das Leben nicht schön? (It’s a Wonderful Life)
- 1947: California
- 1947: Easy Come, Easy Go
- 1947: Verfolgt (Pursued)
- 1947: Schmutzige Dollars (Cheyenne)
- 1947: Achtung, Küstenpolizei (Dragnet)
- 1947: Die schwarze Natter (Dark Passage)
- 1947: Fremde Stadt (Magic Town)
- 1947: That Hagen Girl
- 1948: The Judge Steps Out
- 1948: On Our Merry Way
- 1948: Der Rächer von Texas (Panhandle)
- 1948: The Inside Story
- 1948: B.F.’s Daughter
- 1948: The Hunted
- 1948: Der beste Mann (State of the Union)
- 1948: Flucht ohne Ausweg (Raw Deal)
- 1948: Abenteuer im Wilden Westen (The Dude Goes West)
- 1948: Erbe des Henkers (Moonrise)
- 1948: Der Todesverächter (Whispering Smith)
- 1949: Die Goldräuber von Tombstone (Bad Men of Tombstone)
- 1949: Big Jack
- 1950: Rauchende Pistolen (Singing Guns)
- 1950: Lach und wein mit mir (Riding High)
- 1950: Fluch des Blutes (Devil’s Doorway)
- 1950: Todfeindschaft (Dallas)
- 1951: Tal der Rache (Vengeance Valley)
- 1951: Trommeln im tiefen Süden (Drums in the Deep South)
- 1952: Superman – Retter in der Not (Adventures of Superman, Fernsehserie, Folge 1x01)
- 1952: Der Löwe von Arizona (Toughest Man in Arizona)
- 1952: Gefährliches Blut (The Lawless Breed)
- 1953: Kansas Pazifik (Kansas Pacific)
- 1953: Thy Neighbor's Wife
- 1955: König der Schauspieler (Prince of Players)
- 1955: Ein Mann liebt gefährlich (Many Rivers to Cross)
- 1955: Drei Rivalen (The Tall Men)
- 1956: Die Dämonischen (Invasion of the Body Snatchers)
- 1956: State Trooper (Fernsehserie, Folge 1x03)
- 1956: Außer Rand und Band 2. Teil (Don’t Knock the Rock)
- 1956–1958: Broken Arrow (Fernsehserie, 4 Folgen)
- 1957: Jane Wyman Show (Jane Wyman Presents The Fireside Theatre, Fernsehserie, Folge 2x25)
- 1957: So enden sie alle (Baby Face Nelson)
- 1957: Fury (Fernsehserie, Folge 3x12)
- 1958–1959: Cimarron City (Fernsehserie, 10 Folgen)
- 1958, 1960: Cheyenne (Fernsehserie, 2 Folgen)
- 1959: Peter Gunn (Fernsehserie, Folge 1x20)
- 1959: Lawman (Fernsehserie, 2 Folgen)
- 1959: Maverick (Fernsehserie, Folge 3x02)
- 1959: Der Mann aus Arizona (Edge of Eternity)
- 1959: Hound-Dog Man
- 1960: Toby Tyler or Ten Weeks with a Circus (Toby Tyler)
- 1960: Der Texaner (The Texan, Fernsehserie, 3 Folgen)
- 1960: Sugarfoot (Fernsehserie, Folge 3x11)
- 1960: Tausend Meilen Staub (Rawhide, Fernsehserie, Folge 2x23)
- 1960: New Orleans, Bourbon Street (Bourbon Street Beat, Fernsehserie, Folge 1x27)
- 1960: Kerle, Colts und kalte Füße… (The Slowest Gun in the West, Fernsehfilm)
- 1960: 77 Sunset Strip (Fernsehserie, Folge 2x34)
- 1960: Flammender Stern (Flaming Star)
- 1960–1961: Am Fuß der blauen Berge (Laramie, Fernsehserie, 2 Folgen)
- 1960–1964: Perry Mason (Fernsehserie, 4 Folgen)
- 1961: Die Unbestechlichen (The Untouchables, Fernsehserie, Folge 2x23)
- 1961: Bronco (Fernsehserie, Folge 3x10)
- 1961: Mr. Ed (Mister Ed, Fernsehserie, Folge 1x23)
- 1961: Polizeirevier 87 (87th Precinct, Fernsehserie, Folge 1x09)
- 1961: Die unteren Zehntausend (Pocketful of Miracles)
- 1961: Ein Stern im Westen (The Second Time Around)
- 1961–1962: Im Wilden Westen (Death Valley Days, Fernsehserie, 2 Folgen)
- 1961–1970: Rauchende Colts (Gunsmoke, Fernsehserie, 3 Folgen)
- 1962: Paradise Alley
- 1964: Temple Houston (Fernsehserie, Folge 1x15)
- 1964–1966: Petticoat Junction (Fernsehserie, 6 Folgen)
- 1965: Green Acres (Fernsehserie, 3 Folgen)
- 1965: Big Valley (The Big Valley, Fernsehserie, Folge 1x16)
- 1966: Laredo (Fernsehserie, Folge 1x19)
- 1966: Höchster Einsatz in Laredo (A Big Hand for the Little Lady)
- 1966, 1968: Daniel Boone (Fernsehserie, 2 Folgen)
- 1967: Die Leute von der Shiloh Ranch (The Virginian, Fernsehserie, Folge 5x19)
- 1967: Wettlauf mit dem Tod (Run for Your Life, Fernsehserie, Folge 2x25)
- 1967: Bonanza (Fernsehserie, 2 Folgen)
- 1968: Die Spur des Jim Sonnett (The Guns of Will Sonnett, Fernsehserie, Folge 2x07)
- 1968: Lancer (Fernsehserie, Folge 1x11)
- 1969: The Outcasts (Fernsehserie, Folge 1x14)
- 1969: Tote Bienen singen nicht (Flareup)
- 1970: Der „schärfste“ aller Banditen (Dirty Dingus Magee)
- 1977: In der Gewalt der Riesenameisen (Empire of the Ants)